# Cleistocactus
Cleistocactus es un género de plantas suculentas sudamericano perteneciente a la familia Cactaceae. Contiene 30 especies aceptadas.  

## Descripción
Las especies de este género tienen los tallos delgados, altos, generalmente esbeltos y a menudo muy ramificados, llegando a medir hasta 3 m de altura. De hecho, suelen formar arbustos con ramificaciones basales (rara vez se ramifican más arriba) dando la apariencia de árboles pequeños. Los tallos se mantienen erguidos y a medida que envejecen, suelen colgar, por lo que se suelen tumbar con los extremos hacia arriba. 
Suelen presentar muchas costillas sobre las que se asientan areolas y espinas muy juntas. Las espinas suelen ser finas, parecidas a pelos, aunque suele distinguirse alguna más firme entre ellas. Son de color amarillo, dorado o blanco (dependiendo de la especie) generalmente cortas y flexibles. Algunas de las especies también están cubiertas de cerdas de color blanquecino, tan densamente, que ocultan el tallo.  
En la mayoría de las especies, las flores aparecen en gran número de forma individual desde las areolas. Las flores son tubulares, las puntas apenas se abren, y generalmente solo sobresalen el estilo y los estambres. Esto se debe a su adaptación a los polinizadores (colibríes), por lo que parecen casi cerradas. A menudo son ligeramente zigomorfas debido a una curva hacia arriba cerca de la base y/o un borde floral oblicuo (más largo o más recto en la parte superior, más corto o más doblado en la parte inferior). 
Los colores de las flores varían de verde a blanco, amarillo, naranja y de rojo a violeta, con predominancia de tonos rojos. Los frutos, aunque son pequeños y densamente escamosos, contienen numerosas semillas.

## Distribución
El área de distribución nativa de este género va desde Perú hasta Uruguay, por lo que lo encontramos en el Norte de Argentina, Bolivia, Centro-Oeste de Brasil, Paraguay, Perú y Uruguay. Además se ha introducido en las Islas Canarias (España).
Son originarias de zonas montañosas y crecen hasta los 3.000 m de altitud sobre el nivel del mar.

## Taxonomía
El género fue descrito por el botánico francés Charles Lemaire y publicado en la revista científica L'illustration horticole 8 (Misc.) 35 en 1861.
Etimología

Cleistocactus: nombre genérico que deriva de la combinación de la palabra griega kleistos (que significa 'cerrado'), y cactus (término latino que alude a las plantas del género Cactaceae), haciendo referencias a que son cactus con flores cerradas, ya que en algunas especies apenas se abren y parecen estar cerradas.
Sinonimia
- Akersia Buining, 1961
- Bolivicereus Cárdenas, 1951
- Borzicactella F.Ritter, 1981
- Cephalocleistocactus F.Ritter, 1959
- Cleistocereus Frič & Kreuz., 1936
- Clistanthocereus Backeb., 1937
- Hildewintera F.Ritter ex G.D.Rowley, 1968
- Maritimocereus Akers & Buining, 1950
- Samaipaticereus Cárdenas, 1952
- Seticleistocactus Backeb., 1963
- Vatricania Backeb., 1950
- Winteria F.Ritter, 1962
- Winterocereus Backeb., 1966
- Yungasocereus F.Ritter, 1980

## Especies aceptadas
Actualmente, el género Cleistocactus consta de 30 especies aceptadas según Plants of the World Online (POWO):
| Imagen | Nombre científico                                         | Distribución                                                            |
| ------ | --------------------------------------------------------- | ----------------------------------------------------------------------- |
|        | Cleistocactus aurantiacus M. Lowry                        | Bolivia                                                                 |
|        | Cleistocactus baumannii (Lem.) Lem.                       | Norte de Argentina, Bolivia, centro-oeste de Brasil, Paraguay y Uruguay |
|        | Cleistocactus brookeae Cárdenas                           | Bolivia                                                                 |
|        | Cleistocactus buchtienii Backeb.                          | Bolivia                                                                 |
|        | Cleistocactus candelilla Cárdenas                         | Bolivia                                                                 |
|        | Cleistocactus capadalensis F.Ritter                       | Bolivia (Chuquisaca)                                                    |
|        | Cleistocactus chrysocephalus (F.Ritter) Mottram           | Bolivia                                                                 |
|        | Cleistocactus colademononis (Diers & Krahn) Mottram       | Bolivia (Santa Cruz)                                                    |
|        | Cleistocactus corroanus (Cárdenas) N.P.Taylor             | Perú (Cusco) y este de Bolivia                                          |
|        | Cleistocactus crassicaulis Cárdenas                       | Sur de Bolivia                                                          |
|        | Cleistocactus dependens Cárdenas                          | Bolivia (Santa Cruz)                                                    |
|        | Cleistocactus glaucus F.Ritter                            | Bolivia (La Paz)                                                        |
|        | Cleistocactus guentheri (Kupper) N.P.Taylor               | Bolivia                                                                 |
|        | Cleistocactus hildegardiae F.Ritter                       | Bolivia                                                                 |
|        | Cleistocactus hyalacanthus (K.Schum.) Rol.-Goss.          | Noroeste de Argentina y Bolivia                                         |
|        | Cleistocactus inquisivensis (Cárdenas) N.P.Taylor         | Oeste y centro de Bolivia                                               |
|        | Cleistocactus laniceps (K.Schum.) Rol.-Goss.              | Bolivia                                                                 |
|        | Cleistocactus luribayensis Cárdenas                       | Bolivia (La Paz)                                                        |
|        | Cleistocactus morawetzianus Backeb.                       | Perú                                                                    |
|        | Cleistocactus orthogonus Cárdenas                         | Sur de Bolivia                                                          |
|        | Cleistocactus parviflorus (K.Schum.) Rol.-Goss.           | Bolivia                                                                 |
|        | Cleistocactus pungens F.Ritter                            | Perú                                                                    |
|        | Cleistocactus ritteri Backeb ex Guiggi                    | Bolivia (La Paz)                                                        |
|        | Cleistocactus samaipatanus (Cárdenas) D.R.Hunt            | Bolivia y Centro-Oeste de Brasil                                        |
|        | Cleistocactus smaragdiflorus (F.A.C.Weber) Britton & Rose | Noroeste de Argentina y Bolivia                                         |
|        | Cleistocactus strausii (Heese) Backeb.                    | Bolivia (Tarija)                                                        |
|        | Cleistocactus tominensis (Weing.) Backeb.                 | Bolivia                                                                 |
|        | Cleistocactus variispinus F.Ritter                        | Bolivia (La Paz)                                                        |
|        | Cleistocactus viridiflorus Backeb.                        | Bolivia (La Paz)                                                        |
|        | Cleistocactus winteri D.R.Hunt                            | Bolivia (Santa Cruz)                                                    |